# 危険がいっぱい (川﨑麻世の曲)
「危険がいっぱい」（きけんがいっぱい）は、1978年7月21日にCBS・ソニーから発売された川﨑麻世の4枚目のシングルである。

## 収録曲
全曲作詞：森雪之丞 作曲：都倉俊一
1. 危険がいっぱい
編曲：萩田光雄
2. 幸せだけど不幸せ
編曲：田辺信一